# ぷりんせす おきなわ
ぷりんせす おきなわは、琉球海運が運航していたRORO貨客船（フェリー）。

## 概要
尾道造船で建造され、1978年10月21日に鹿児島 - 那覇 - 宮古 - 石垣航路に就航した。
2000年1月、引退した。
その後、インドネシアのPTペルニへ売却され、Ganda Dewataとして就航した。

### 就航航路
琉球海運
- 鹿児島港（本港区） - 那覇港（新港ふ頭）
- 那覇港 - 平良港（宮古島） - 石垣港 - 那覇港

引退まで一貫して鹿児島 - 那覇 - 石垣航路に就航していた。1週当たり鹿児島航路2往復、先島諸島航路1往復のダイヤが組まれていた。

## 設計
貨客船兼自動車渡船である。ランプウェイは右舷船首および船尾の2箇所に装備していた。

## 船内

### 船室
- 一等室
- 二等室